# Рекултивация на пост-минни терени
Рекултивацията на пост-минни терени е комплексен процес по възстановяване на естествения вид на място, на което са добивани полезни изкопаеми. В работата по възстановяването са включени инженери, еколози, лесовъди и други специалисти.
Целта на рекултивацията е да се даде възможност за по-нататъшно правилно използване на територията. Терените подложени на рудодобивна и въгледобивна дейност са най-честите обекти, претърпяли сериозни екологични щети.

## Етапи
Рекултивация се развива в 2 етапа:
1. Технически етап. Състои се в подготовка на терена, която включва обработка на повърхностите. Например, насипището трябва да бъде подравнено, да получи подходящ наклон с цел правилно отвеждане на валежните води, да се минимизира инфилтрация като отток в тялото на обекта, преоткосиране, терасиране и т.н. Формирането на оптимални форми на релефа околния ландшафт. Трябва да се съобразят възможните химични реакции, които могат да настъпят в тялото на бившата мина. Ако е необходимо, тя се покрива с глина или специално фолио. Върху глината се полага нов слой от хумусна почва, минимум 10 см.
2. Биологичен етап. Целта е да започне наново почвообразуването и да се дадат подходящи условия за възникването на биопродуктивни свойства.

Този етап се състои от няколко подетапа:
- Почвоподготовка. Повърхностният слой се обработва, за да се създадат подходящи условия за сеитба.
- Затревяване. Засяват се тревни смески, като подходящи пасбищни треви като ливадна метлица, червена власатка, обикновена полевица, звездан, заешка детелина, теснолистен фий, като общото количество достига 20-25 кг/дка. Площта се полива с 13 м3 вода/дка.
- Торене – най-често минерално, но понякога и органично торене.
- Отглеждане. Извършва се коситба, с цел сгъстяване на тревната покривка, и окосената трева се оставя на място, с оглед натрупване на органика и развитие на биологично население в почвата. Коси се 3 пъти първата година, 2 пъти през втората и веднъж през третата.